# Paralexie
Die Paralexie ist eine spezielle Sprachstörung, bei der Schriftsprache nicht mehr korrekt verarbeitet wird.
Beim Lesen werden Begriffe verwechselt, ursprünglich im Text stehende Wörter werden falsch erkannt (z. B. „Mutter“ statt „Tochter“). Die Paralexie betrifft die semantische Zuordnung von Wörtern.
Eine Paralexie kann z. B. durch eine Hirnschädigung ausgelöst werden (z. B. Schlaganfall) und tritt häufig im Zusammenhang mit einer Wernicke-Aphasie auf.